# Новогодний стол

Мандарины

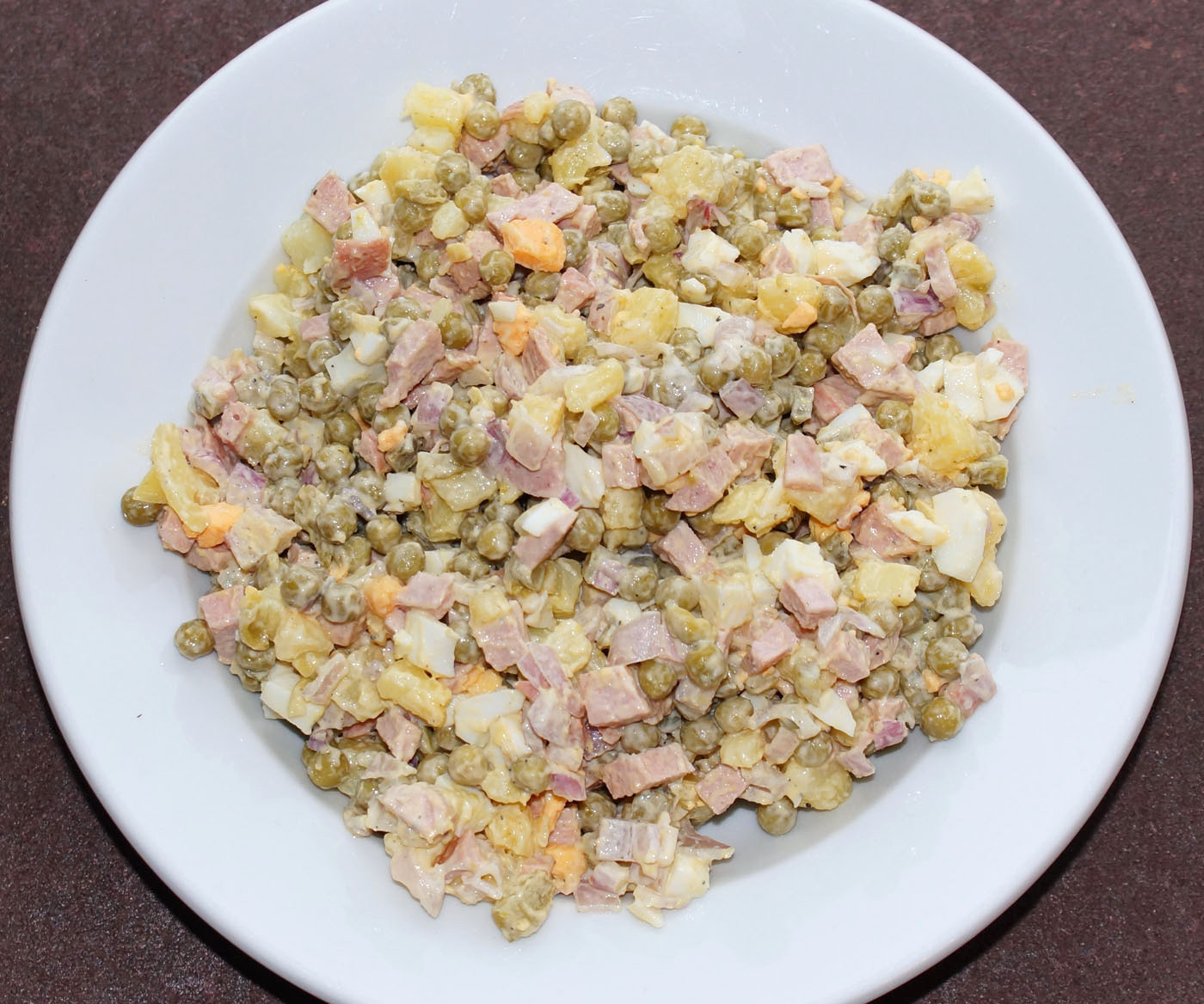
Оливье

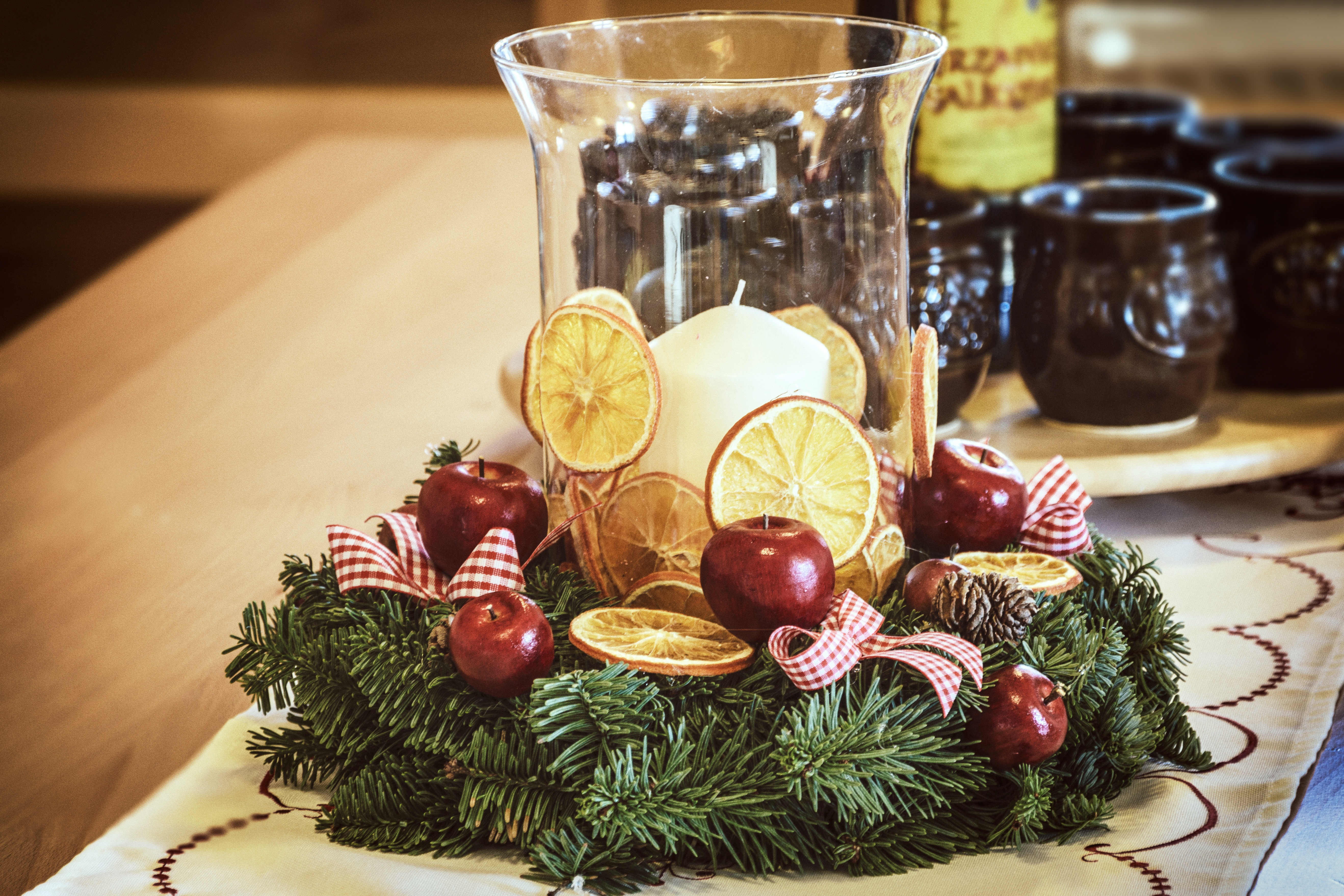
Новый год, фрукты в графине

Нового́дний сто́л — атрибут встречи Нового года в большинстве стран, имеющий большие отличия, обусловленные народными традициями, страной и регионом проживания. Праздник может отличаться летоисчислением, традиционными развлечениями, традициями и обычаями, одеждой, а также набором праздничных блюд. В индуистском, китайском, коптском, еврейском, исламском календарях встреча Нового года происходит не по григорианскому календарю, но новогодний стол не зависит от дат, так как разнообразен (не принимая во внимание экстремальные ситуации и войны), его варианты трудно перечислить: он может быть сборным, простым, элегантным, традиционным, изысканным, вегетарианским или другим; может состоять из блюд, приготовленных на барбекю, разнообразной пиццы; блюд, принесённых гостями (потлак, англ. potlak) и прочее.

## История
История новогоднего стола неразрывно связана с местными обычаями. В XIX веке во многих европейских странах стали популярны салаты, по составу напоминающие салат «сельдь под шубой». Рыба была дешёвой, её могли купить бедные ремесленники и крестьяне, дополняя овощами, выращенными в огороде. Рецепт норвежского селёдочного салата представлен в английской поваренной книге 1845 года. В Германии похожий салат готовили с другим набором продуктов, блюдо подавали без заправки. В России они появились во второй половине XIX века почти с тем же набором ингредиентов: отварной картофель, рыба, свёкла и морковь.
Если в России принято праздновать Старый Новый год, то в ЮАР отмечают второй новый год, связанный с историческим событием — единственным выходным днём для рабов, у которых в течение года не было ни праздников, ни выходных дней. 2 января они могли отдыхать, не работали, накрывали в этот день праздничный стол, навещали родственников и выражали протест против угнетателей в песнях и танцах на улицах городов и посёлков. Со временем традиция расширилась, и в настоящее время по улицам Кейптауна 2 января проходит яркий поток с зонтиками, свистками и другими предметами из более 13 000 участников в красочных нарядах, поющих песни.

## Новогоднее меню

### Традиции
В царской России жареный поросёнок неизменно занимал главное место на новогоднем столе как символ достатка и плодородия (кроме тех семей, которые не могли себе этого позволить), так как считалось, что нельзя есть птицу, вместе с ней может улететь счастье в новом году. Поверье ушло к середине XIX века, когда на столах появились гусь с яблоками и дичь.
В советское время неизменными атрибутами новогоднего стола по традиции являлись шампанское, заливная рыба, холодец, салаты: винегрет, мимоза, оливье, сельдь под шубой и другие. Из фруктов обычно были мандарины и яблоки, на десерт — варенье и конфеты. Готовили различные блюда из мяса курицы, утки, кролика, индейки, гуся, различного рода закуски (колбаса, сыр, красная икра), а также праздничный торт. Часть блюд появилась на новогоднем столе по аналогии с католическим рождественским угощением — по мере роста людей, отмечающих католический праздник. Другие, например «сельдь под шубой», была изобретена позднее, в середине 1970-х.
В постсоветское время к ним добавились другие мясные блюда — например, мясо по-французски и другие салаты, отражающие богатство ингредиентов и продуктов в современных магазинах. На новогодний стол ставится большое количество алкогольных, газированных и негазированных напитков и фруктов, а также различные десерты. Многие хозяйки готовят холодец и лепят домашние пельмени.
Татары и народы Кавказа отмечают два календарных праздника и дважды накрывают праздничный стол: на Новый год и в Навруз — в конце марта, который отмечают в кругу семьи, встречают родных и гостей. На праздничном столе бешбармак, густой суп из молодого барашка, лепёшки из чечевицы, губадия, урама, чак-чак и другие блюда. Буряты, тувинцы и калмыки также два раза накрывают новогодний стол: 1 января и в феврале — на праздник Цаган Сар (Сагаан Сар, Белый Месяц), на котором традиционными считаются пончики «борцоки» (выпекаются в форме животных и утвари — ремня, уздечки). У ненцев тоже два новых года — зимний (в ноябре) и летний (в июне). Ысыах (Новый год) в Якутии отмечают несколько дней, разводят огромные костры, готовят много мяса, рыбы, сладостей, водят хороводы, поют песни и танцуют. Новогодний стол на праздник сюндума в Карелии не обходится без пряженых пирогов, ячневой каши и овсяных блинов.
Поморы с берегов Северной Двины, Белого и Баренцева морей — единственные в России, кто накрывает новогодний стол «по старинке» — 14 сентября 2022 года у них наступит 7531 год от Сотворения мира. В России поморы издавна отмечали праздник и смену года — Новолетие, который проходил 14 сентября (по старому стилю). В сентябре также проходила Маргаритинская ярамарка, которая возродилась в современной России в сентябре 2001 года. Поморы отмечают Новый год вместе со страной как календарный праздник, так как до настоящего времени в субкультуре поморов сохраняются черты традиционного быта и обычаев — это единственный народ, сохранивший традицию отмечать ежегодную смену лет (Новолетие, Семенов день, в честь святого Симеона) в сентябре — в строобрядческих семьях и в семьях коренных поморов традиция летоисчисления от Сотворения мира сохранилась до настоящего времени.

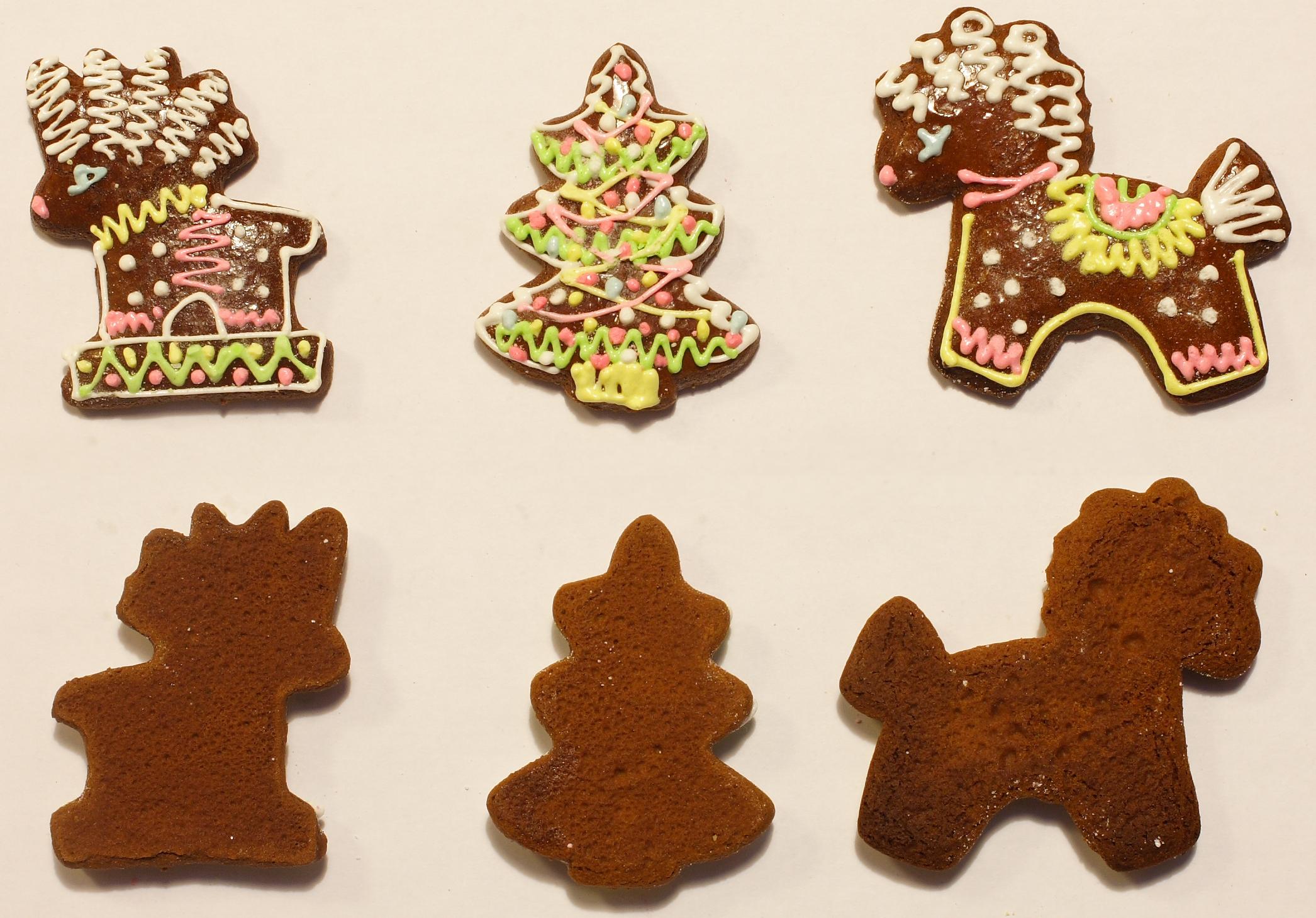
Пряники-козули

В Архангельске осенний праздник проводов лета и новолетия проходит 14 сентября, называется Поморским Новым годом. На Новый год поморы пекли традиционное угощение, известное уже в начале XVIII века — плоские пряники из сдобного теста с росписями из глазури — «козули» (деревенские варианты названия: «рогушки», «коровки», «козульки», «баранки»). Название связано с формой — их пекли преимущественно в виде фигурок рогатого скота (женской фигуры, круга, звезды, ангелочков, птиц), они были символом и олицетворением плодородия: чем больше пряников-фигурок, тем более здоровым будет скот в доме и его приплод. Традиции хранились в каждой семье, а в 60-х годах XX века они возродились в виде архангельского пряника. Пряники знаменитой соломбальской мастерицы-козульщицы К. И. Карамзиной экспонировались на выставках Государственного исторического музея (60-70-е годы XX в.), представлены на художественных открытках в серии «Русский пряник» (1971 г.). В настоящее время в Архангельске проводится ежегодная выставка «Чудо северного пряника».
К праздничному столу треску подавали с различными воложами (соусами) — молочными, сметанными и масляными, а также беломорские мидии, шаньги на подинье (пахте), рыбные пироги и ягодный морс кёж. Готовили уху по-пертомински, помимо пряников пекли шанежки, пироги с различной начинкой, колобы и «калитки».
Эвенки отмечают «Мучун» (время, когда обновляется земля), нганасаны празднуют окончание полярной ночи — последние дни января, начало февраля; ненецкий праздник — встреча солнца; энцы (чуть более 200 человек) не празднуют Новый год, весной в конце марта они проводят праздник ритуальный обряд очищения «Ко позу» («Берёзовое письмо»), каждый участник получает мясо оленя. На новогодний стол ставили ритуальное блюдо сэвэн — варёное и мелко накрошенное мясо парнокопытных или медведя с жиром (не более 2 столовых ложек), строганину из свежей рыбы, рыбные блюда, лепёшки с икрой, разными ягодными приправами, добавляли ягоды в мороженое молоко.
Эвенки, живущие на Колыме (Дальний Восток, Магаданской области) празднуют новый год — Хэбденек (веселье), в день летнего солнцестояния. Долгане отмечали появление после полярной ночи солнца — праздник Хейро, который начинается в 5 часов утра. В СССР северные народы начали перенимать и советские праздники — на Новый год почти все народы Севера накрывают праздничный стол и ставят национальные угощения, добавляя к ним традиционные оливье и торт.

### Статистика
Расходы на новогодний стол являются предметом изучения Росстата, а также некоторых региональных статистических служб субъектов РФ.
Росстат включает в новогоднее меню стоимость следующих продуктов: сырокопчёная колбаса, мясные копчёности, рыба, икра, куры, говядина, масло, сыр, шоколадные конфеты, апельсины, лимоны, бананы, овощи, торты, коньяк, вино, соки и газированную воду. Он также рассчитывает их стоимость по регионам: самым дорогим новогодний стол традиционно является в Чукотском АО, Ненецком автономном округе, Камчатском крае и Ямало-Ненецком автономном округе, а самым дешёвым в республике Калмыкия, Калининградской, Липецкой, Белгородской и Омской областях.
Удмуртстат, в свою очередь, традиционно подсчитывает три варианта новогоднего стола: простой, традиционный и полный.
- «Простой набор» для новогоднего стола для малоимущей семьи включает в себя минимум продуктов: соленую сельдь, набор овощей для приготовления винегрета, 1 килограмм апельсинов и 1 бутылку водки. Самым дорогим продуктом в этом наборе является водка, подорожавшая в 2013 году сразу на 26 %.
- «Традиционный набор» для семьи из так называемого среднего класса включает в себя пельмени, два вида традиционных «новогодних» салатов (оливье и винегрет), колбасу полукопчёную, сыр, сок, шоколадные конфеты, торт, два вида фруктов и два вида алкогольных напитков.
- «Полный набор» для обеспеченной семьи полностью включает в себя предыдущий «традиционный набор», а сверх него также различные мясные и рыбные деликатесы, икру лососевых рыб, колбасу сырокопчёную, свежие овощи, орехи, мороженое, дополнительных 3 вида фруктов и алкогольных напитков[32]. В качестве символа новогоднего стола в России и странах СНГ часто присутствуют салат «оливье» и мандарины[29]. С середины 70-х годов в этот список пополнила «сельдь под шубой»[33].

В 2022 году праздничный набор подорожал на 4,56 % (6468 руб.) — это средняя цена по России, которая может изменяться в зависимости от региона.

### Европа
В Дании разбивают тарелку о порог своего друга и стремятся найти что-нибудь на улице — находка должна принести удачу в течение следующего года. Традиционными считаются фасоль и горох, которые символизируют силу духа и тела, а также яблоки — символ любви и красоты.
Во Франции застолье с вином и песнями продолжается до утра, на праздничный стол подают трюфели, индейку и фуа-гра, а также множество других блюд, на десерт сладости и сыр.
В Албании подают традиционный пирог в форме кольца и сжигают полено.
В Швеции не принято накрывать стол на Новый год, люди встречают его на улицах и площадях.

### Африка
Басуто в ЮАР празднуют начало нового года в августе, в рационе измельчённые вместе сорго, просо и кукуруза для приготовления похожей на поленту кашу — тинг. В праздничные дни готовят суп из бычьих хвостов, жарят мясо (браай) и варят кур, всё подавая с соусом, смешанным с луком, чесноком, перцем чили и помидорами. Пшеницу превращают в блюдо, по вкусу немного напоминающее йогурт. Лекебекоане — лепёшки из измельчённой кукурузной муки. Мангаджане — вяленые овощи, подаются с уникальной приправой секокомогане (измельчённые плоды марулы, известной целебными свойствами). Овощи, тинг, мясо и морепродукты приправляют ароматизаторами и специями. Еда запивается домашним пивом из сорго или имбиря. Над каменными хижинами горных деревень развеваются флаги, обозначающие наличие еды и её тип: белый — пиво, каша и выпечка, зелёный — преимущественно овощи, а красный — в меню есть мясо.

### Страны Азии
В Шри-Ланке на праздничный стол обязательно ставят кирибат — национальное блюдо, которое больше, чем любой другой продукт питания, имеет религиозный подтекст: его подают по особым случаям, во время церемоний, включая дни рождения, канун Нового года и религиозные праздники.
Индия
В Индии накануне Нового года отмечают «Бису кани» (англ. bisu kani) — праздник, корни которого уходят в глубину веков и символизируют возрождение сельскохозяйственных традиций. Люди, как правило, говорящие на тулу, собираются и отмечают символическое начало нового года. В некоторых регионах — Дакшина-Каннаде Мангалуре, Касарагоде, а также в штатах Керала и Тамилнад это празднование начала нового года. Он отмечается по солнечному календарю, обычно в марте или апреле и является возможностью выразить благодарность Матери-природе. Фрукты и овощи — символ урожая — хранят в особом месте и поклоняются им. На новогодний стол кладут овощи и фрукты: баклажаны, огурцы, тыкву, грейпфруты, бананы, орехи, в том числе ареканут (англ. areca nut), кокосы, плоды джамбу, манго, гарцинии, хеббаласу, которые в настоящее время встречаются редко, хлебного дерева и другие, готовят овощной суп самбар (самбхар) из чечевицы, сладкие банановые оладьи (англ. Banana Podi) и многое другое из овощей и фруктов. В этот день молодые получают благословение от старейшин.

### Страны Востока
Хмонги
Новый год у хмонгов, крупнейшей этнической группы в Лаосе, живущих также в КНР, Вьетнаме и Таиланде приурочен к полнолунию в конце двенадцатого месяца лунного календаря, знаменует начало лунного Нового года и носит название «праздник тридцати» (Ца Хаув Той) — начало нового года, когда хмонги делают воздаяния и приносят благодарности началу нового периода жизни. Праздник жёстко не привязан к лунному календарю, так как связан с уборкой урожая и проходит обычно в ноябре или декабре. Празднование продолжается тридцать дней (в некоторых странах, например, в США сокращён до трёх дней, в это время наносят визиты родственникам и друзьям, в семье накрывается праздничный стол с традиционными блюдами — в каждый из праздничных дней на столе должно быть десять блюд. Традиционными считаются бан чунг (англ. ban chung) — рис, свинина и зелёные бобы, запечённые в банановых листьях), рисовые лепёшки с сиропом из сахарного тростника, поджаренные ломтики бананов. На праздничном столе много мясных блюд: в семьях принято разделывать свинью к празднику. Каждому гостю дают сваренные вкрутую яйца или яичные рулетики. Салат из зелёной папайи начиняют чесноком, свежим перцем чили, тамариндом, соком лайма, сахаром, помидорами черри и заправляют рыбным соусом, крабовой и креветочной пастой. Смесь специй растирается в ступке пестиком, а затем перемешивается со свежей папайей и помидорами. Также подают рыбу, приготовленную на пару в банановых листьях, салапао (слойки с начинкой из фарша овощей и яиц), лаап (рыбный фарш или рыбу с травами и рисом), суп-лапшу с куриными ножками и множество мясных блюд, приготовленных на гриле.

## В кинематографе и культуре
Блюда с новогоднего стола нашли отражение в кинематографе, на телевидении и в массовой культуре. Фраза «Какая гадость эта ваша заливная рыба!» из кинофильма «Ирония судьбы, или С лёгким паром!» стала крылатой.
Владимир Гиляровский увековечил салат в своей книге «Москва и москвичи» в главе «На Трубе»: «Считалось особым шиком, когда обеды готовил повар-француз Оливье, прославившийся изобретенным им „салатом оливье“, без которого обед не в обед и тайну которого он не открывал».
В начале 2000-х годов появилось понятие «индекс оливье», которое определяется набором продуктов, входящих в салат. Самым дорогим оливье остаётся на Чукотке, в Ханты-Мансийском автономном округе, стоимость продуктов, составляющих салат, снизилась, а самым дешёвым в 2021 году он был в Белгородской области.

## Галерея

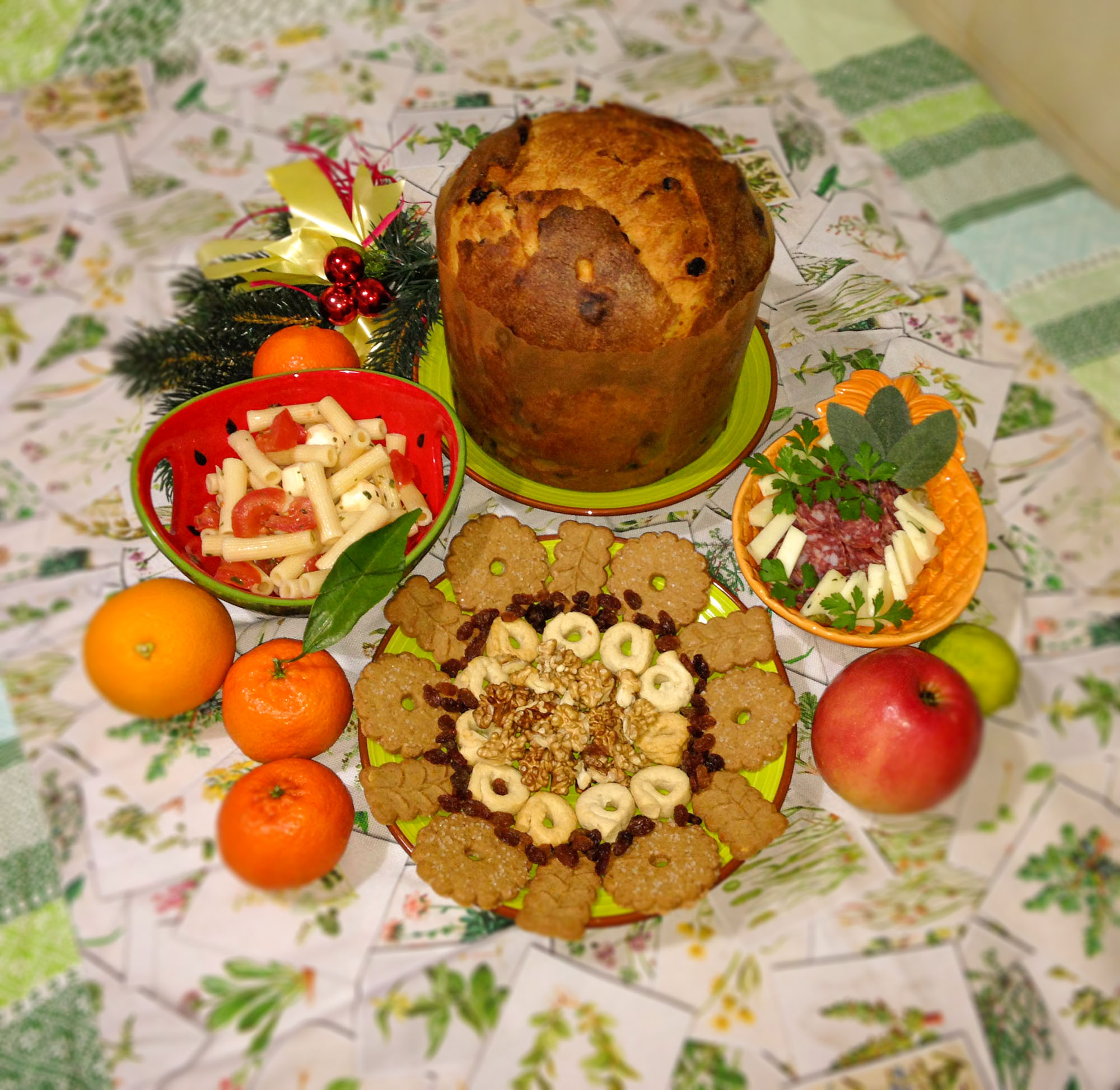
Италия. Новый год
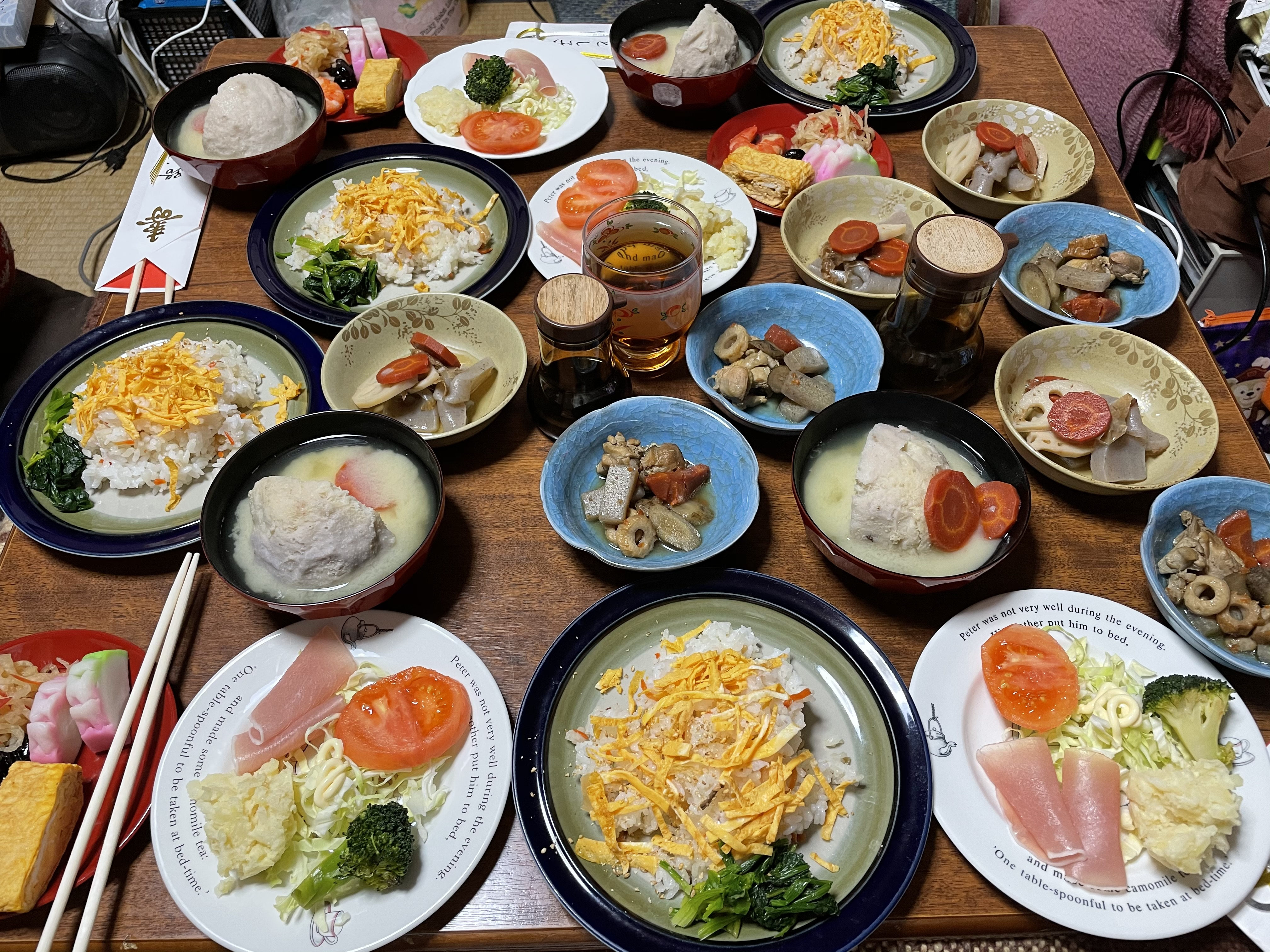
Новогодний стол в Японии
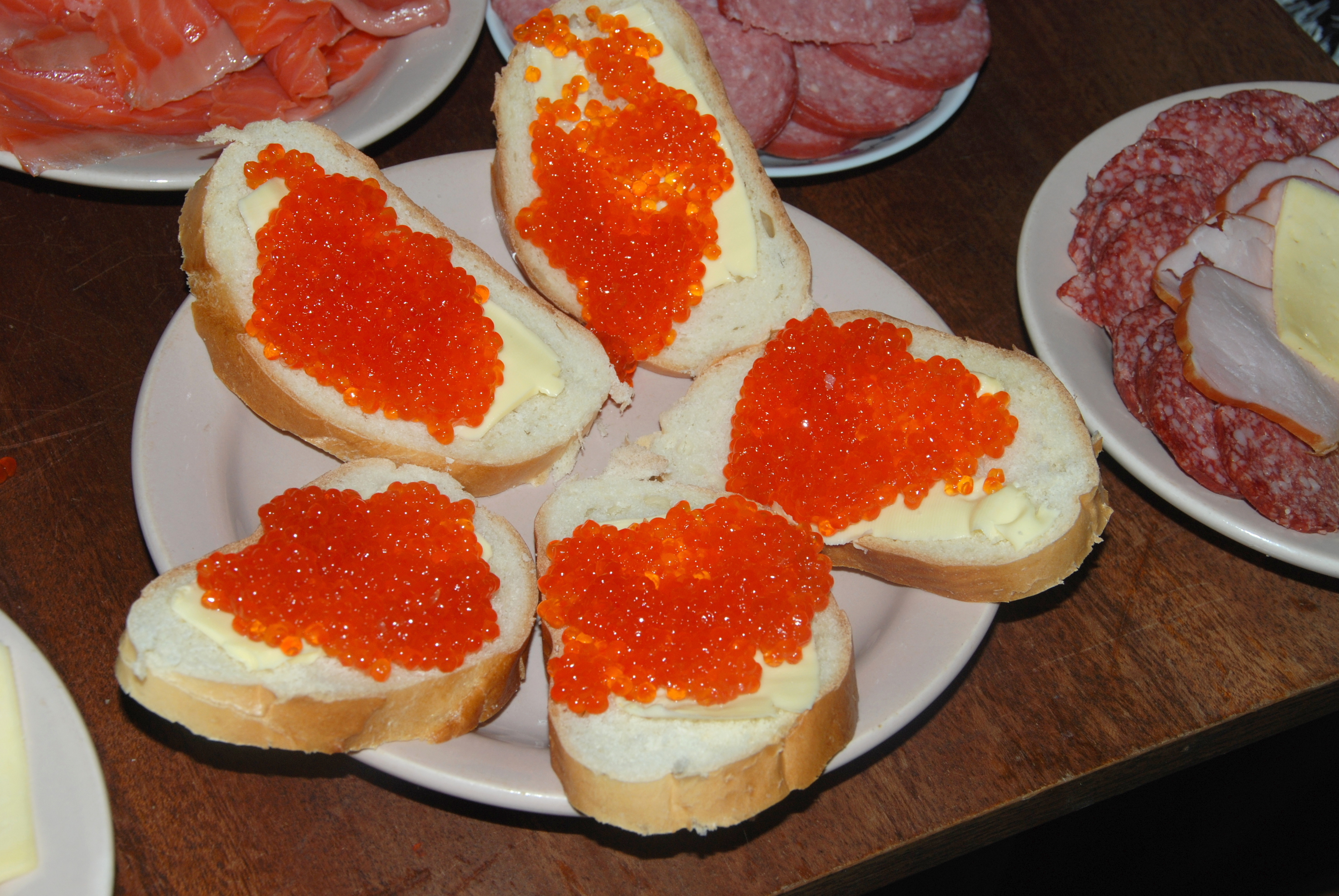
Бутерброды с красной икрой
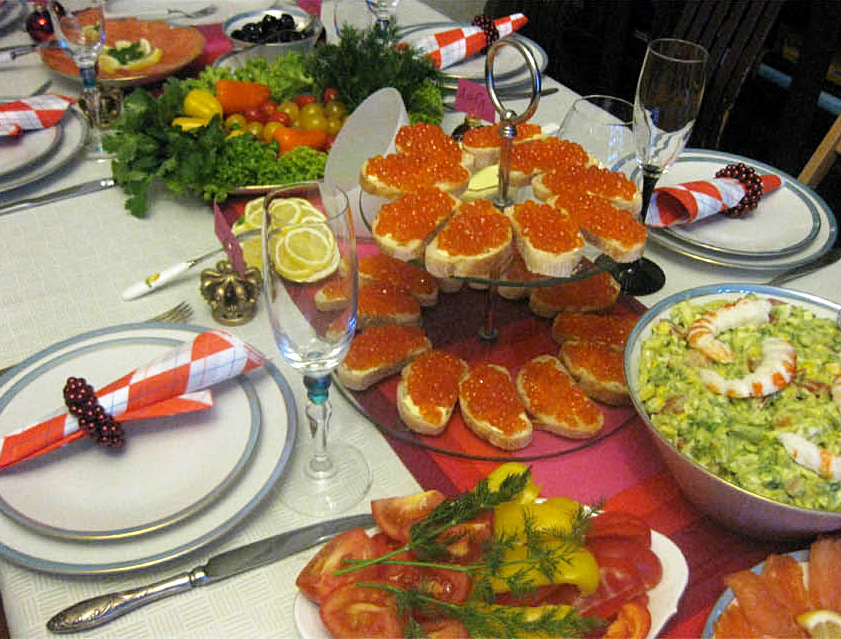
Новогодний стол, Россия, 2012 год
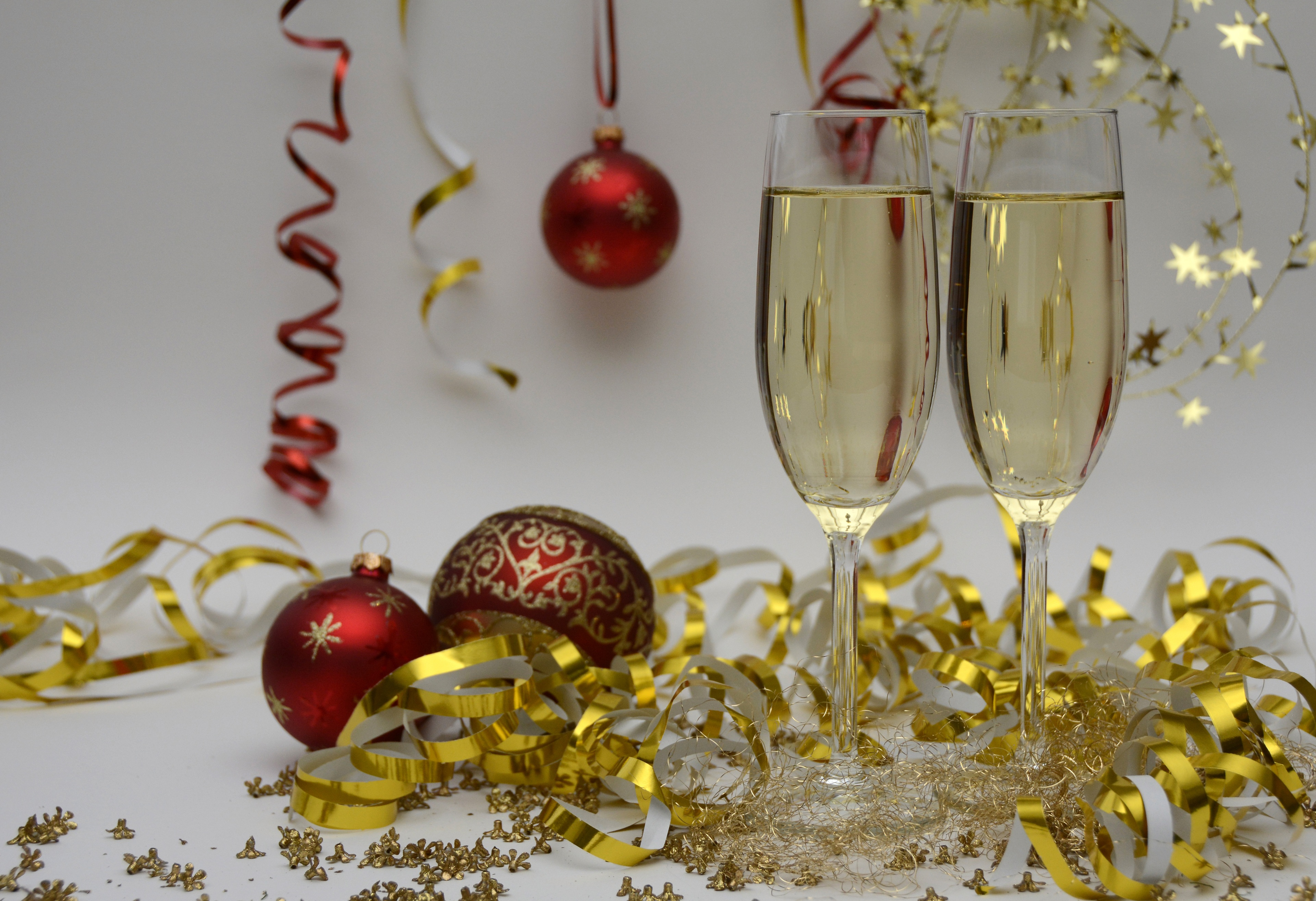
Новый год, фужеры с шампанским